# Lockwisch
Lockwisch ist ein Ortsteil der Stadt Schönberg im Westen des Landkreises Nordwestmecklenburg in Mecklenburg-Vorpommern (Deutschland). Schönberg liegt östlich der Großstadt Lübeck und gehört zur Metropolregion Hamburg.

## Geografie
Lockwisch liegt in einem sanft hügeligen Gebiet zwischen den Flüssen Wakenitz und Maurine, zwischen Lüdersdorf und Schönberg, zehn Kilometer östlich von Lübeck.
Zur ehemaligen Gemeinde Lockwisch gehörten die Ortsteile Dorf Lockwisch, Hof Lockwisch und Petersberg.

## Geschichte

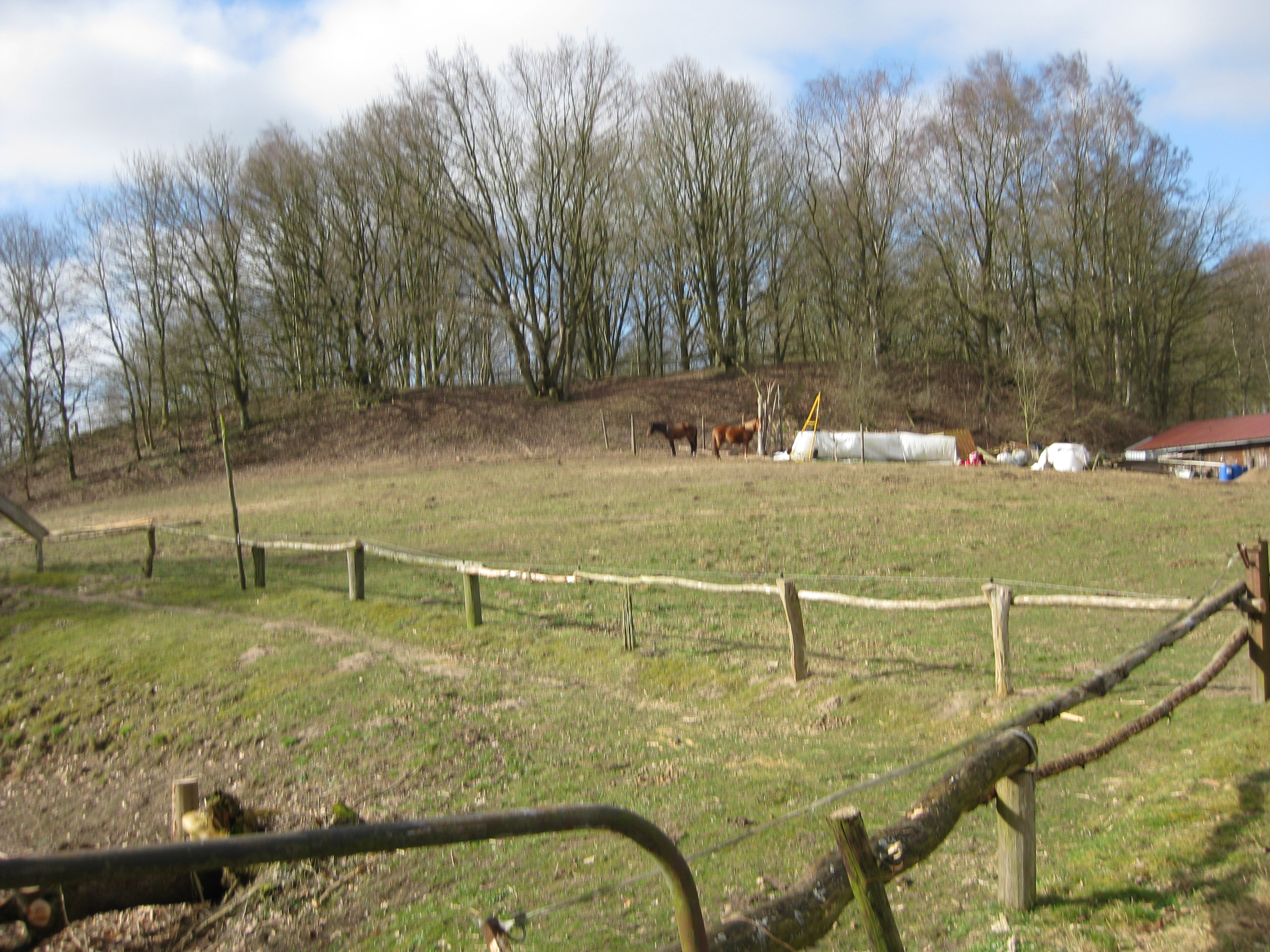
Slawische Höhenburg Lockwisch

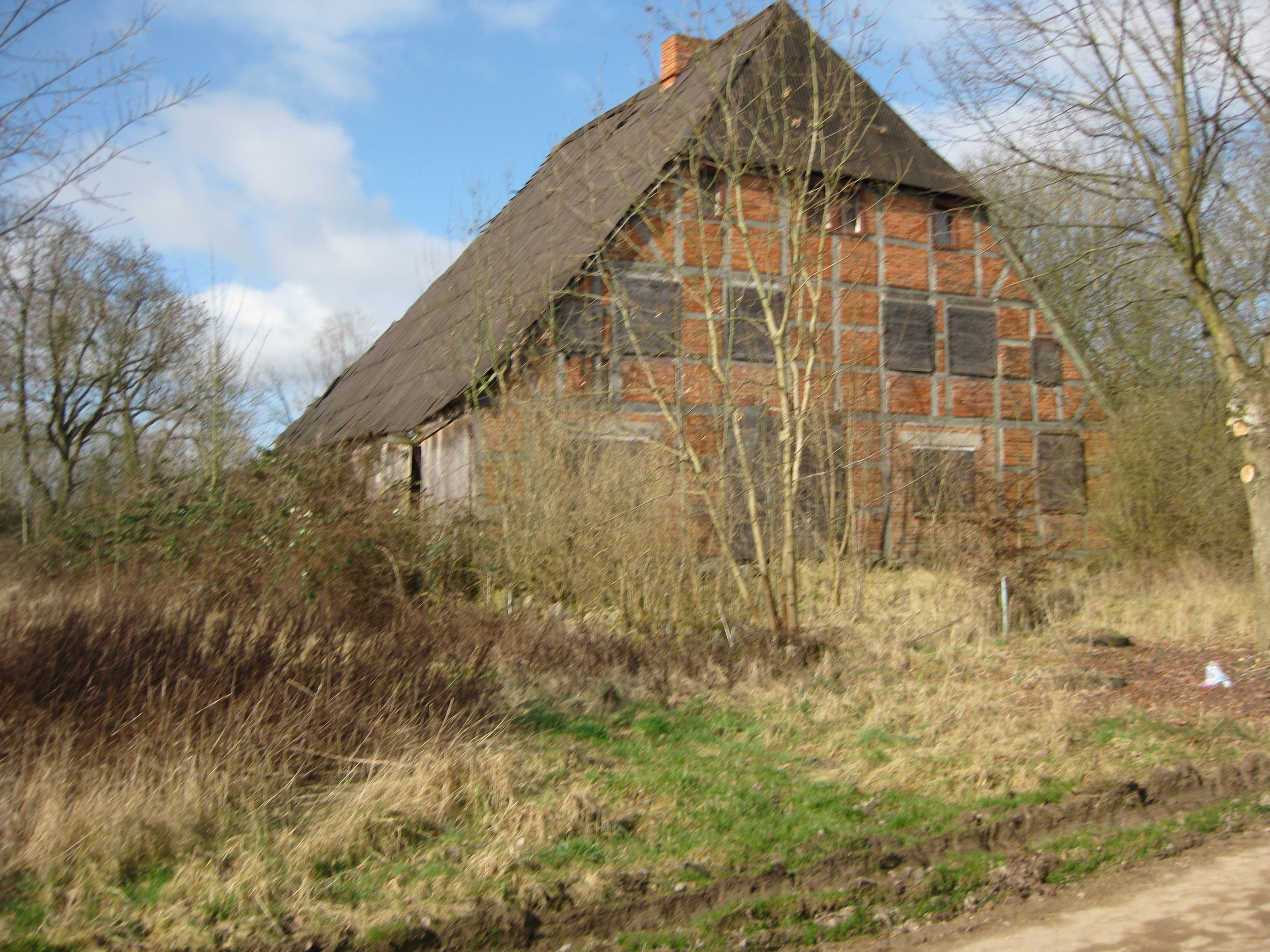
Ehemaliges Bauernhaus in Lockwisch

Im Jahr 1194 tauchte der Name Locwisc (Ort im Sumpf) für Lockwisch erstmals in einer Urkunde auf, nämlich dem Isfriedschen Teilungsvertrag. Auch Petersberg wurde dort erstmals urkundlich erwähnt. Hof Lockwisch liegt am Südrand einer Endmoräne, die das Maurinetal um etwa 50 Meter überragt, hier befinden sich Reste einer alten wendischen Burg, die von Gräben und Moor geschützt war. Nach den Ausgrabungsbefunden wurde sie vom 8. bis zum 10. Jahrhundert genutzt.
Bereits 1336 wird Klein Lockwisch mit einer Mühle genannt. Seit dem 17. Jahrhundert sind Müller auf der Wassermühle am Lockwischer Mühlenteich in Kirchenbüchern verzeichnet. Eine ebenfalls dort errichtete Windmühle wurde 1917 nach einem Sturmschaden nicht wieder aufgebaut. Heinrich Brauer nutzte die Wassermühle bis 1954.
Am 1. Juli 1950 wurde die bis dahin selbständige Gemeinde Hof Lockwisch (auch Lockwisch, Hof) eingegliedert.
Am 1. Januar 2019 wurde die Gemeinde Lockwisch in die Stadt Schönberg eingemeindet. Die Gemeinde Lockwisch wurde vom Amt Schönberger Land mit Sitz in der Stadt Schönberg verwaltet.

## Wirtschaft und Infrastruktur
Die Landwirtschaft spielt nicht zuletzt wegen des guten Bodens auch heute noch eine Rolle. Daneben haben sich einige Gewerbebetriebe im Ort angesiedelt – von einem Bauunternehmen bis zu einem Betrieb, der sich mit solarthermischen Anlagen beschäftigt.

## Verkehrsanbindung
Die Bundesautobahn 20 führt südlich an Lockwisch vorbei, die Anschlussstelle Lüdersdorf ist fünf Kilometer entfernt. Die Verbindungsstraße von Schönberg nach Lübeck verläuft durch Lockwisch. Die nächsten Bahnhöfe befinden sich in Lüdersdorf und Schönberg an der Bahnstrecke Lübeck–Bad Kleinen. Das Dorf Lockwisch liegt nördlich dieser Bahnstrecke, über die von Hof Lockwisch eine Brücke führt.